# Islam w Somalii
Pierwsi nie-Arabowie, którzy przeszli na Islam. Z długą tradycją połączeń handlowych z Półwyspem Arabskim, Somalijczycy zostali skonwertowani wcześnie i do tej pory są w większości krajem muzułmańskim. Jej współczesny wyraz można dostrzec w członkostwie Somalii od 1974 r. w lidze arabskiej.

Państwo Islamskie – prowincja Somalia

Tradycyjnymi ośrodkami islamu są miasta Harar (z miejskim językiem semickim) na północno-zachodnich wyżynach, jego starożytny port Zeila i na południu Mogadiszu (znane Somalijczykom jako „Hamar": jedna z dwóch pierwotnych części miasta nosi tę samą nazwę), Merca i Brava (którego ludność starożytnego miasta posługuje się dialektem nawiązującym do suahili, zwanym „Chimbalazi”). Najstarsze meczety w Mogadiszu należą do najstarszych na wschodnim wybrzeżu Afryki.

Flaga islamska somalijskich piratów

## Historia
Islam ma w Somalii długą historię. Wykopaliska w stolicy Mogadiszu odsłoniły pozostałości meczetu, który jest jednym z najstarszych na całym kontynencie. Wczesne inskrypcje potwierdzają również wczesne przybycie islamu do miast przybrzeżnych, a pozostałości pochówków w głębi kraju wskazują na stosunkowo wczesne rozpowszechnienie się muzułmańskich praktyk pogrzebowych. Pod koniec XI wieku większość mieszkańców terenów dzisiejszej Somalii miała przynajmniej kontakt z islamem. Powszechnie przyjmuje się, że przed islamem Somalijczycy podzielali inną religię z innymi użytkownikami języka kuszyckiego, takimi jak Oromo z Etiopii oraz Afar z Dżibuti i Erytrei. Ślady tej „religii kuszyckiej” wciąż można odnaleźć w niektórych praktykach i terminologii religijnej. Jednym z przykładów jest imię kuszyckiego boga nieba, Waaq, które nadal jest używane jako jedno z imion Boga we współczesnym Somalii.

### Korzenie historyczne i pierwsze kontakty handlowe:
Islam dotarł do Somalii już w VII wieku n.e. poprzez handel i kontakty handlowe z muzułmańskimi społecznościami na Bliskim Wschodzie. Porty morskie, takie jak Zeila, Mogadiszu i Berbera, stały się ośrodkami wymiany handlowej i kulturalnej między Somaliami a światem muzułmańskim. Jednak masowe przyjęcie islamu nastąpiło głównie w X i XI wieku n.e. w wyniku misji islamskich uczonych i sułtanów.
Ta wymiana kulturalna położyła podwaliny pod zapuszczenie korzeni islamu w Somalii, tworząc dynamiczną syntezę wpływów arabskich i rdzennych mieszkańców Afryki.

### Średniowieczne państwa islamskie i rozkwit intelektualny:
Somalijczycy po raz pierwszy zostali szczegółowo omówieni w średniowiecznych źródłach pisanych. Naoczni świadkowie udokumentowali ich rolę w przedłużających się „świętych wojnach” (dżihadach), które trwały w późnym średniowieczu między chrześcijańską Etiopią a otaczającymi ją sułtanatami islamskimi.  Udział Somalii w tych wojnach pozostaje żywą częścią świadomości ludowej w regionie, zwłaszcza że porucznik islamskiego bohatera był Somalijczykiem o tym samym nazwisku.[link do strony z info]. Te dwie postacie, wyraźnie odróżnione w ówczesnych kronikach arabskich, w tradycji ustnej są często mylone.
Pojawienie się średniowiecznych państw islamskich, takich jak Sułtanat Ifatu i Sułtanat Adal, zapoczątkowało złoty wiek rozwoju intelektualnego. Miasta takie jak Zeila stały się znanymi ośrodkami nauki, przyciągając uczonych i przyczyniając się do syntezy elementów kultury islamskiej i somalijskiej.

### Sułtani i Władcy:
Sułtanat Adal, działający w XIV-XVI wieku, odegrał kluczową rolę w historii islamu w Somalii. Byli oni zdecydowanymi zwolennikami islamu i podjęli wysiłki na rzecz jego rozprzestrzeniania się(zwłaszcza podczas panowania sułtana Sa'ad ad-Dina). Rozszerzali swoje terytorium na północ w kierunku dzisiejszej Etiopii, co doprowadziło do konfliktów z Etiopskim Cesarstwem.
Konflikty te, szczególnie w XVI wieku, wzmocniły rolę Sułtanatu Adal jako państwa-miasta opartego na wartościach islamskich. Ich wpływ sprawił, że islam stał się istotnym elementem tożsamości i struktury społecznej w Somalii.

### Spotkania osmańskie i portugalskie:
W czasach osmańskich i portugalskich Somalia stała się strategicznym węzłem handlowym na Oceanie Indyjskim. Imperium Osmańskie nawiązało więzi ze społecznościami przybrzeżnymi Somalii, podczas gdy najazdy Portugalii wywołały ruchy oporu, splatając islam z dynamiką geopolityczną.

### Okres kolonialny i islamski ruch oporu:
Pod koniec XIX i na początku XX wieku europejskie potęgi kolonialne wkroczyły na terytoria Somalii. Islamskie ruchy oporu, kierowane przez takie postacie jak szejk Uways al-Barawi, odegrały kluczową rolę w zachowaniu somalijskiej tożsamości kulturowej i religijnej przed naciskami zewnętrznymi.

### Niepokoje społeczne i ruchy islamskie:
Pod koniec XX wieku w Somalii pogrążyły się konflikty społeczne, tworząc próżnię, którą różne ruchy islamskie starały się wypełnić. Pojawiły się Al-Ittihad al-Islami, Al-Shabaab i inne grupy, wpływając na krajobraz społeczno-polityczny i dodając kolejne warstwy złożoności do relacji między islamem a rządami.

### Po odzyskaniu niepodległości:
Po uzyskaniu niepodległości w 1960 r. w Somalii nastąpiły zmiany dynamiki politycznej, które wpłynęły na praktykowanie islamu. Przeszła ona okres sekularyzacji pod rządami reżimu Siada Barre. Epoka ta była świadkiem delikatnej równowagi między władzą polityczną a tożsamością islamską, kształtując rolę religii w ewoluującym krajobrazie społeczno-politycznym.

### Współczesna wyzwania i powstanie Islamskiego Trybunału Unii:
W 2006 roku grupy związane z islamskimi uczonymi utworzyły Islamski Trybunał Unii (Islamic Courts Union - ICU), w celu przywrócenia porządku i sprawiedliwości w kraju.
ICU zdobył kontrolę nad większością terenów w południowej części Somalii, co wywołało obawy na arenie międzynarodowej.
W 2006 roku Etiopia przeprowadziła interwencję militarną, obalając rząd związany z ICU. To doprowadziło do powstania grup bojowych związanych z Al-Kaidą (takich jak Al-Shabaab) i zwiększenia destabilizacji w regionie.

## Denominacje
Somalijczycy są prawie wyłącznie muzułmanami sunnickimi i wyznają szkołę prawa Shafii. W późniejszych latach pojawili się także niektórzy zwolennicy wahabickiej (Hanbali) szkoły prawa, a także pewne wpływy szyickie. Trudno ocenić, w jakim stopniu te formy islamu zyskują na popularności ze względu na wojnę domową. Niemuzułmańscy Somalijczycy są stosunkowo nieliczni. Są chrześcijanie, którzy chodzili do szkół organizowanych przez włoskich katolików lub północnoamerykańskich mennonitów. Jednakże chrześcijańskie ruchy misyjne w ogóle nigdy nie zdobyły większego przyczółka w kraju.

### Tarika
Qadiriyya, nazwany na cześć swojego XII-wiecznego irackiego założyciela Abd al-Qadira al-Dżilaniego, jest prawdopodobnie największym zakonem w Somalii i jako pierwszy dotarł do tego kraju. Poparcie, jakim cieszy się w kraju, jest wynikiem kampanii prowadzonej przez Szejka Uwaysa Muhammada Baraawe (1847-1913) na przestrzeni dziesięcioleci na przełomie XIX i XX wieku. Szejk Uways, potomek rodziny byłych niewolników z miasta Baraawe, wrócił po studiach do Bagdadu, by zostać przywódcą lokalnej gałęzi zakonu Qadiri, obecnie często nazywanej „Uwaysiyya” – termin ten czasami rozszerzany jest do znaczenia całego somalijskiego ruchu Qadiri. Podczas rozległych podróży po Somalii i okolicach Shaykh Uways i jego uczniowie rozpowszechniali poezję i pieśni religijne – skomponowane w lokalnych dialektach – które umiejętnie łączyły wgląd w lokalne sprawy polityczne z naukami zakonu Qadiri.

## Kultura i prawo

### Znaczenia w kraju i pochodzenie genealogiczne:
W tym silnie zdecentralizowanym systemie politycznym religia często przyjmuje rolę siły jednoczącej. Oczekuje się, że przywódcy religijni będą interweniować tam, gdzie zawiodą przywódcy świeccy, a religia odgrywa również rolę w powracających ruchach nacjonalistycznych, obejmujących wszystkich Somalijczyków. Jednak pomimo tej kluczowej pozycji islamu, świeccy przywódcy rzadko kiedy starają się uzasadnić swoją władzę w kategoriach religijnych, a zwykli ludzie często dostrzegają wielką różnicę między przywództwem świeckim i religijnym.
Tradycyjnie niemożliwe jest zdobycie reputacji zarówno w świecie, jak i w religii, ponieważ każdy człowiek jest albo waranlehem (nosicielem włóczni), kimś zaangażowanym w dobro swojego klanu, albo wadadem, co w somalii oznacza przywódców religijnych lub szejków. Dualizm między przywództwem świeckim i religijnym oznacza, że Somalijczycy czasami, choć nie zawsze, traktują przywódców politycznych starających się legitymizować swoją władzę w kategoriach religijnych ze sceptycyzmem. Na przykład kiedy na krótko przed swoim upadkiem obalony prezydent Mohamed Siyad Barre wygłosił inspirowane religią przemówienia publiczne, wydarzenia te spotkały się z powszechnym wyśmiewaniem przez opinię publiczną.

### 2. Rodzina i Społeczeństwo
Islam odgrywa kluczową rolę w kształtowaniu relacji rodzinnych. Tradycyjne wartości islamskie podkreślają znaczenie jedności rodziny, opieki nad dziećmi i szacunku dla starszych. Szariat jest czasem stosowany w kwestiach prawnych i moralnych.
Somalijski zwyczaj i prawo islamskie pozwalają mężczyźnie mieć cztery żony jednocześnie.
Na wysokim poziomie genealogicznym wielu Somalijczyków uważa się za potomków linii Kurajszytów Proroka Mahometa, za pośrednictwem wuja Proroka Abu Taliba. Oznacza to możliwość argumentowania, że Somalijczycy są pochodzenia arabskiego, co pozostaje kwestią sporną wśród wielu Somalijczyków. Kiedy Somalia dołączyła do Ligi Państw Arabskich w 1974 r. jako jedyny kraj niearabskojęzyczny, było to częściowo motywowane retorycznymi stwierdzeniami, według których „Somalijczycy są Arabami”. Silne i powszechne zaangażowanie Somalii w islam to kolejny fakt często przywoływany przez zwolenników arabskiego pochodzenia. _ 
Uważa się, że niektóre klany somalijskie wywodzą się od Proroka w bardziej bezpośredni sposób niż inne. Należą do nich na przykład klan Asheraf, którego członkowie cieszą się dużym szacunkiem i często są wzywani jako mediatorzy w sporach. Ich zdolność do pełnienia tej i innych funkcji opiera się zarówno na fakcie, że ich pochodzenie jest postrzegane jako leżące poza somalijską siatką genealogiczną, jak i na łasce religijnej(baraka), którą uważa się za posiadaną. 

## Organizacja islamu somalijskiego
W drugiej połowie XIX i na początku XX wieku w głębi Somalii rozprzestrzeniło się wiele muzułmańskich ruchów rewitalizacyjnych. Ruchy te były zakonami sufickimi, z których cztery nadal istnieją w kraju i formalnie zrzeszają prawie wszystkich Somalijczyków. Trzy największe rzędy to [[Qadirijja]], Ahmadijja i Salihijja. Zakon Rifai był także reprezentowany wśród ludności pochodzenia arabskiego zamieszkującej przed wojną miasta południowego wybrzeża. Bycie członkiem zakonu sufickiego oznacza, że liczy się jako duchowy uczeń założyciela zakonu. Dzięki jego łasce, barace i naukom członkowie mogą prowadzić życie, które umożliwia im kontakt z Bogiem. Nakaz jest często określany jako „droga”, dariiqa (ar. tariqa) w sensie religijnym. Chociaż nierzadko można spotkać ludzi, którzy zmieniają swoje członkostwo w jednym zakonie na inny, specyfika członkostwa w zakonie zaczyna się w szkołach koranicznych. Do bardziej widocznych różnic między zakonami należą uroczystości religijne, które manifestuje każdy zakon, wykraczające poza te wspólne dla wszystkich muzułmanów. Zwykle są to obrzędy upamiętniające poprzednich lokalnych przywódców zakonu. Zmarli przywódcy i inni wybitni członkowie zakonu mogą czasami zostać podniesieni do rangi świętych, a wzniesione dla nich sanktuaria stają się miejscami ogólnokrajowych pielgrzymek w okresach świątecznych. Pielgrzymki do sanktuariów świętych są w wielu zakonach postrzegane jako działania pośredniczące w kontakcie z założycielem zakonu, prorokiem Mahometem, a ostatecznie z Bogiem.
Istnieją również drobne różnice liturgiczne między różnymi zakonami, takie jak odrębne pieśni uwielbienia i teksty uważane za specyficzne dla zakonu.

## Wpływy

### Wpływ diaspory i islam ponadnarodowy
Społeczności diaspory somalijskiej, szczególnie w krajach zachodnich, wniosły wkład w światowy dyskurs na temat islamu. Transnarodowy charakter somalijskiego islamu doprowadził do dynamicznej wymiany idei i praktyk, kształtując tożsamość somalijskich muzułmanów zarówno w kraju, jak i za granicą.

### Wpływy regionalne i globalne
Położenie geopolityczne Somalii uczyniło z niej centralny punkt regionalnych i globalnych wpływów islamskich. Rywalizacja w Zatoce Perskiej z krajami takimi jak Arabia Saudyjska i Katar wpływa na krajobraz religijny, kształtując perspektywy teologiczne i wsparcie instytucjonalne dla różnych inicjatyw islamskich.

## Tradycje islamskie
Wpływ islamu na życie codzienne w Somalii jest głęboko zakorzeniony w kulturze i społeczeństwie:

### Modlitwa i Kalendarz Islamski
Pięć codziennych modlitw (Salat) są fundamentalnym elementem praktyk religijnych. W społeczeństwie somalijskim wiele działań codziennych jest dostosowanych do kalendarza islamskiego.

### Moda i Ubiór
Moda i ubiór w Somalii często odzwierciedlają islamskie zasady skromności. Wiele osób nosi tradycyjne stroje islamskie, a także zakrywają głowy, zwłaszcza kobiety, zgodnie z normami religijnymi.

Mężczyżni
Jeśli nie są ubrani w zachodnie ubrania, takie jak dżinsy i t-shirty, somalijscy mężczyźni zazwyczaj noszą macawis (ma’awiis), czyli strój przypominający sarong noszony w talii. Często zarzucają na głowy kolorowy turban lub noszą koofiyad, czyli haftowane taqiyah. Ze względu na bliskość Somalii i bliskie powiązania z Półwyspem Arabskim wielu somalijskich mężczyzn nosi również gallabija (jellabiyad w języku somalijskim), długi biały strój powszechny w świecie arabskim.
Kobiety

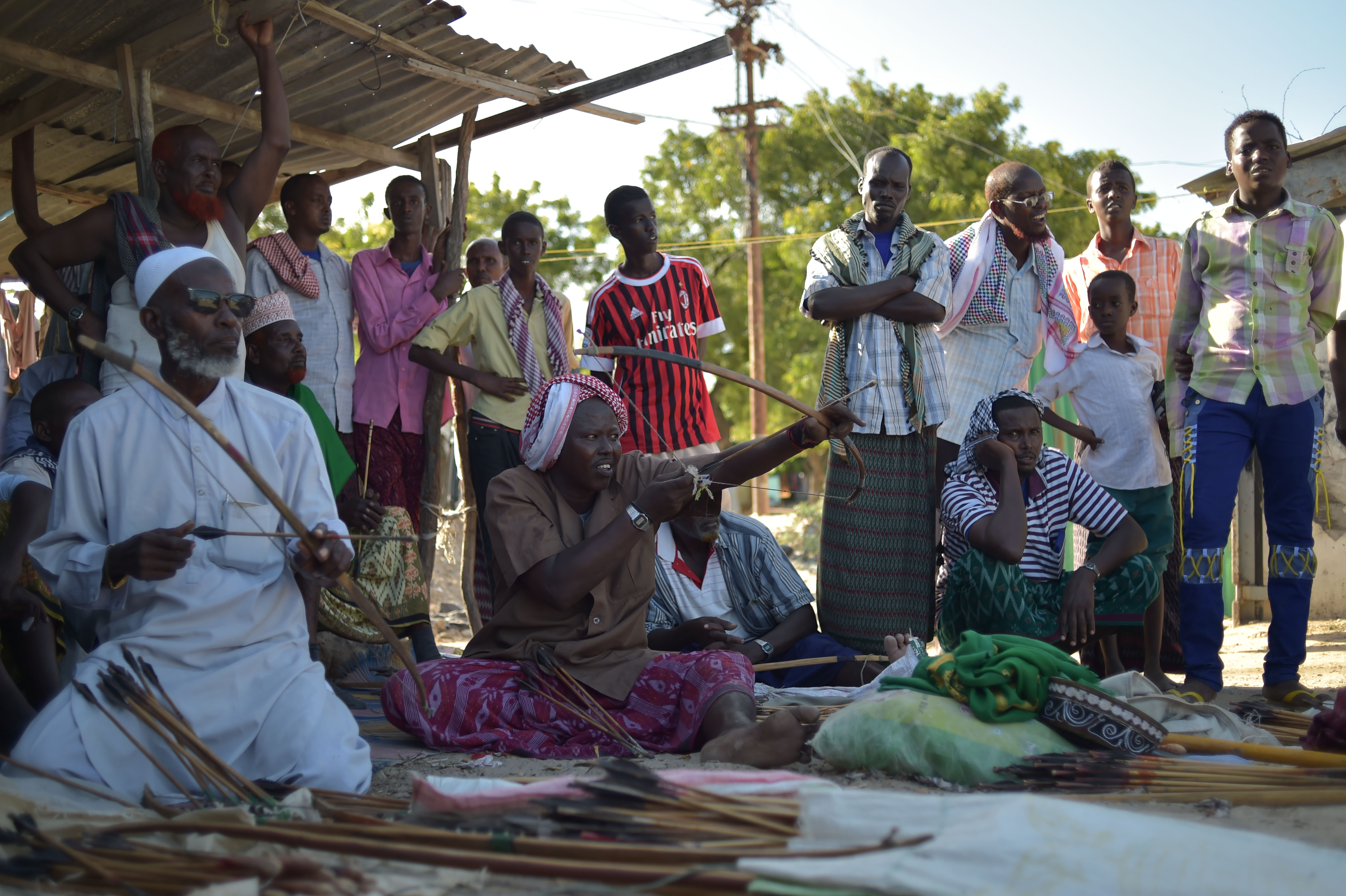

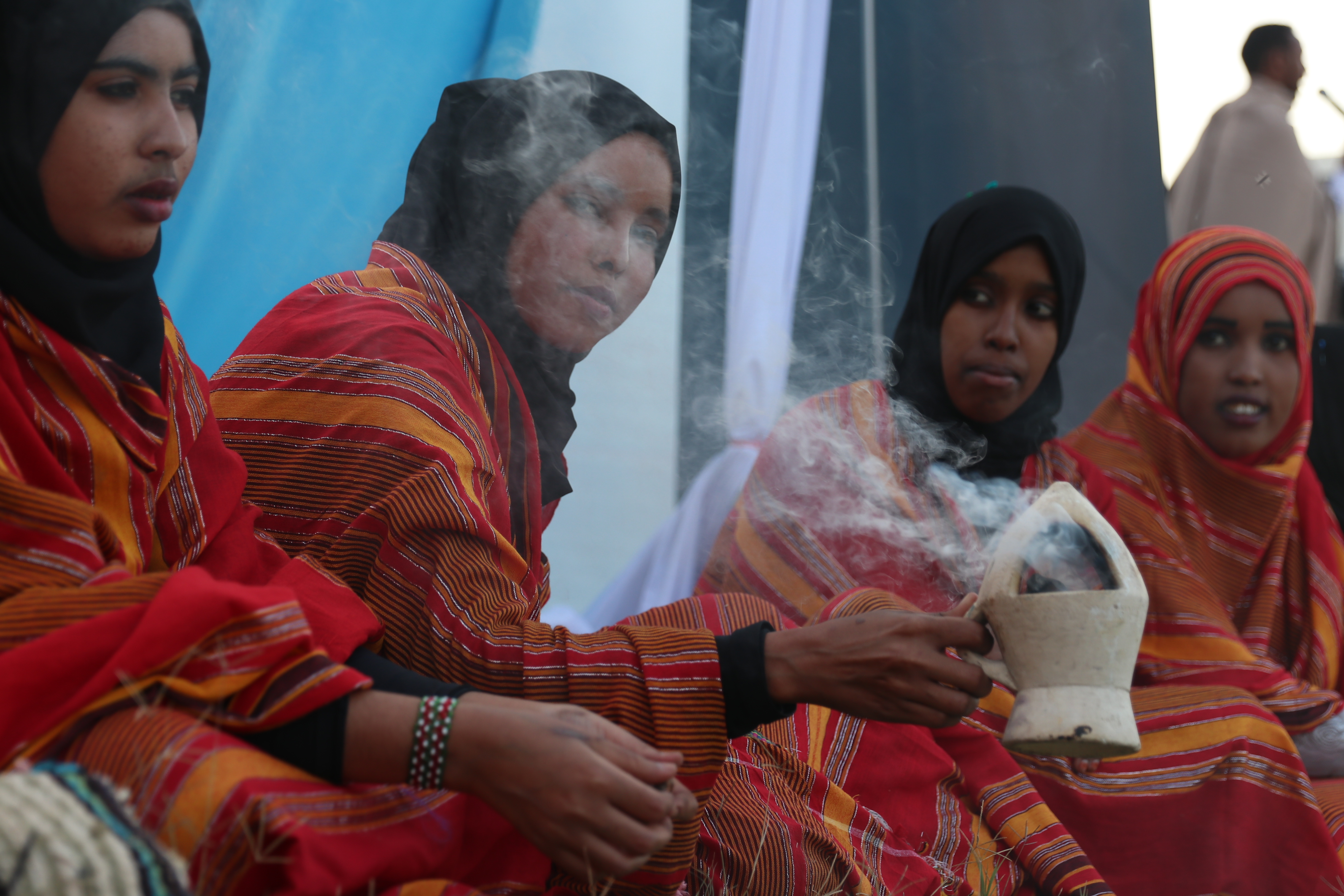

Podczas regularnych, codziennych czynności kobiety zwykle noszą guntiino, długi materiał zawiązany na ramieniu i owinięty w talii. W bardziej formalnych sytuacjach, takich jak wesela lub uroczystości religijne, takie jak Eid, kobiety noszą dirac, długą, lekką, przezroczystą suknię z woalu wykonaną z bawełny, poliestru lub sari. Dirac nawiązuje do arabskiej sukienki kaftanowej z krótkim rękawem.
Zamężne kobiety zwykle noszą chusty zwane szalami, a także często zakrywają górną część ciała szalem zwanym garbasaar. Jednak niezamężne lub młode kobiety nie zawsze zakrywają głowy. Powszechnie noszony jest również tradycyjny strój arabski, taki jak jilbab. Konserwatywne kobiety również często noszą dżilbab zakrywający całe ciało z wyjątkiem głowy i dłoni. Niektóre muzułmanki, zgodnie ze swoimi wierzeniami islamskimi, noszą w miejscach publicznych burkę, czyli ubranie zakrywające całe ciało od stóp do głów.
Henna jest ważną częścią kultury Somalii. Somalijskie kobiety noszą ją na dłoniach, ramionach, stopach i szyi podczas ślubów, Eid'u, Ramadanu i innych uroczystych okazji. Wzory henny somalijskiej są podobne do tych z Półwyspu Arabskiego i często zawierają motywy kwiatowe i trójkątne kształty. Dłoń jest często dekorowana kropką z henny, a opuszki palców zanurza się w barwniku. Przyjęcia z henną zwykle odbywają się przed ślubem.

### Żywność i Dieta
Islam ma wpływ na codzienną dietę, zwłaszcza w kontekście przestrzegania zasad halal. Wiele dań przygotowywanych jest zgodnie z zasadami diety islamskiej. W Somali, jedzenie jest często spożywane w formie wspólnych posiłków rodzinnych, co podkreśla znaczenie wspólnoty i dzielenia się jedzeniem.

### Praktyki Bankowe
Zasady finansowe islamskiej bankowości, takie jak zakaz pobierania odsetek, wpływają na system bankowy w Somalii. Przestrzeganie przez Somalię islamskich zasad bankowości zyskało na znaczeniu, zwłaszcza w obliczu braku formalnego systemu bankowego w okresach konfliktów. Pojawienie się islamskich instytucji finansowych odzwierciedla połączenie zasad religijnych z pragmatyzmem gospodarczym.

### Święta i Uroczystości Religijne
święta i uroczystości religijne w Somalii są związane głównie z kalendarzem muzułmańskim. Najważniejsze uroczystości:
1. Ramadan (Ramadhan): To miesiąc postu muzułmańskiego, w trakcie którego wierzący powstrzymują się od jedzenia, picia i złych czynów od świtu do zachodu słońca. Ramadan kończy się świętem Eid al-Fitr.
2. Eid al-Fitr: To święto kończące Ramadan, które jest okazją do świętowania zakończenia postu. W dniu Eid al-Fitr muzułmanie zbierają się na wspólne modlitwy, wymieniają się życzeniami, obdarowują się prezentami i uczestniczą w jedzeniu posiłków.
3. Eid al-Adha (Święto Ofiarowania): Inne ważne święto muzułmańskie obchodzone w Somalii. To czas, kiedy muzułmanie wspominają ofiarę Ibrahima (Abrahama) i jego gotowość do poddania się woli Bożej. W dniu Eid al-Adha składają ofiary zwierząt i dzielą się mięsem z potrzebującymi.
4. Mawlid an-Nabi (Urodziny Proroka Mahometa): To święto obchodzone na całym świecie, upamiętniające urodziny Proroka Mahometa. W dniu Mawlid an-Nabi muzułmanie uczestniczą w modlitwach, spotkaniach religijnych i wydarzeniach kulturalnych.

Dni ważne dla lokalnych społeczności: Oprócz ogólnomuzułmańskich świąt, lokalne społeczności w Somalii mogą obchodzić także inne uroczystości związane z tradycją i zwyczajami lokalnymi. Przykłady to śluby, ceremonie rodzinne i inne wydarzenia społecznościowe.

### System Prawny
System prawny w Somalii jest złożony i z reguły opiera się na kombinacji prawa islamskiego (szariatu) oraz elementów zwyczajowego prawa somalijskiego. Somalii brakuje jednolitego systemu prawnego ze względu na długi okres konfliktów i braku centralnej władzy.
Prawo islamskie ma istotny wpływ na system prawny w Somalii. Szariat jest źródłem norm moralnych, społecznych i prawnych dla wielu Somalijczyków. W niektórych obszarach kraju jest stosowany w sądownictwie w sposób bardziej formalny, zwłaszcza w sprawach rodzinnych i karnych.
Sytuacja prawna w Somalii jest dynamiczna, a zmiany mogą zachodzić w zależności od politycznych i społecznych okoliczności. Ponadto, wiele społeczności nadal korzysta z tradycyjnych metod rozwiązywania sporów i stosuje lokalne zwyczaje, co sprawia, że system prawny jest bardziej zdecentralizowany i różnorodny.

### Edukacja i Nauka
Islam odgrywa rolę w systemie edukacyjnym, zarówno przez nauczanie Koranu, jak i wpływ na treści naukowe. Współczesne islamskie instytucje edukacyjne w Somalii sprzyjają rozwojowi intelektualnemu i przyczyniają się do zachowania dziedzictwa islamskiego. Obejmuje to wysiłki mające na celu digitalizację rękopisów, zapewniając ciągłość wiedzy w coraz bardziej połączonym świecie.
W szkołach nauczany jest język arabski, ponieważ szariat odgrywa ważną rolę w społeczeństwie. Ponadto, somalijski jest również używany jako język instrukcji.

## Architektura islamska
Architektura islamska w Somalii ma swoje unikalne cechy, które są wynikiem zarówno długotrwałego wpływu islamu, jak i tradycji lokalnych konstrukcji. Ze względu na trudne warunki klimatyczne, architektura somalijska często uwzględnia potrzebę dostosowania się do gorącego i suchego klimatu.
Charakterystyczne elementy architektury islamskiej w Somalii:

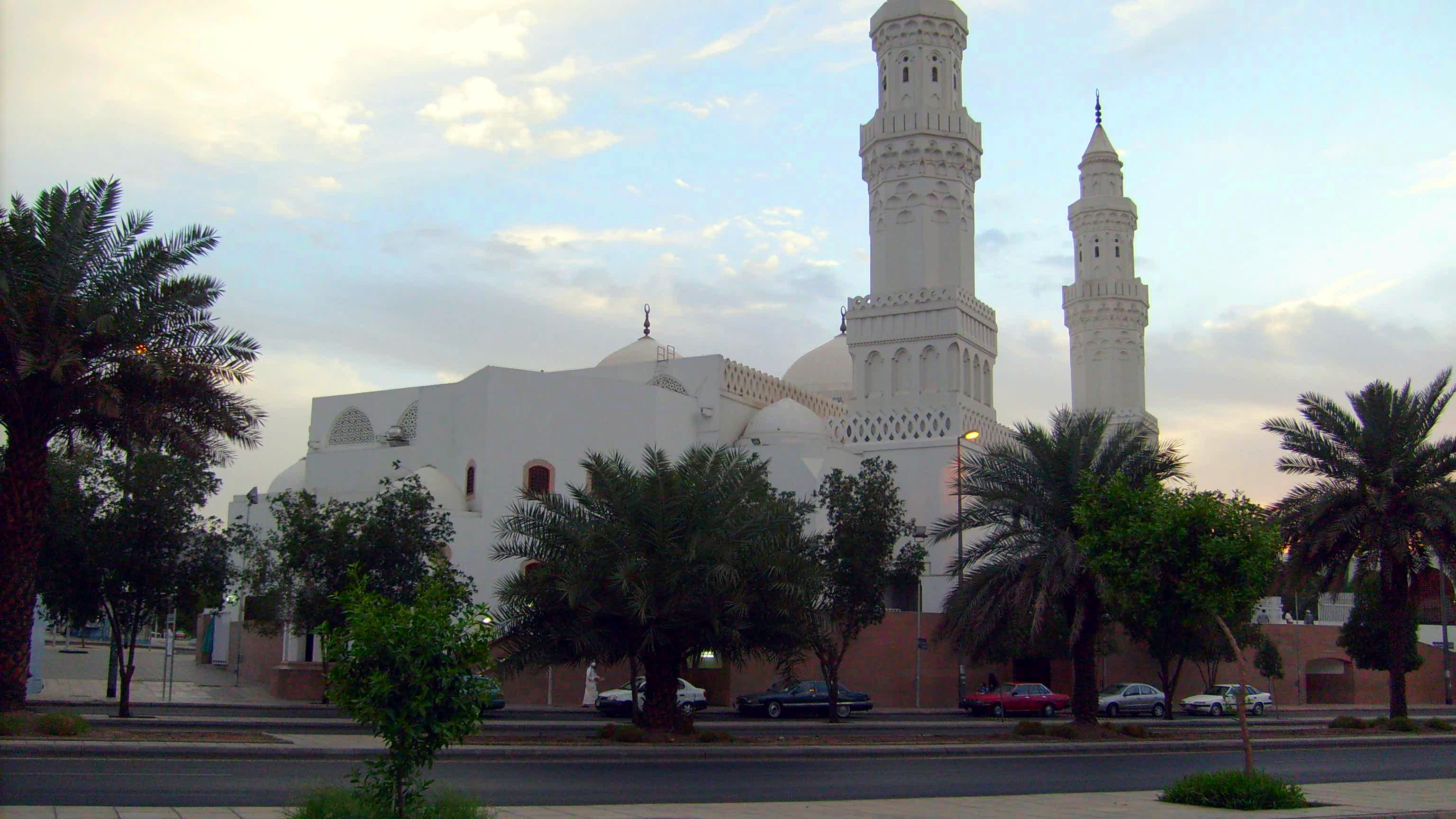
Meczet Al-Qiblatin

Meczet Al-Qiblatayn w Zeila: Jednym z najważniejszych przykładów architektury islamskiej w Somalii jest meczet Al-Qiblatayn w Zeila. Nazwa "Al-Qiblatayn" oznacza "Dwa Kierunki Modlitwy" i odnosi się do faktu, że meczet ten ma dwie mihraby, co jest rzadkością. Meczet jest znany ze swojej historycznej i architektonicznej wartości.

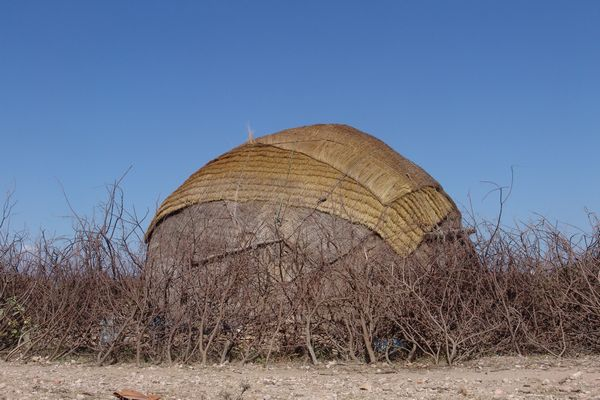
Somalijski Aqual

Dom tradycyjny (Aqal): Tradycyjny somalijski dom, znany jako "aqal," jest zazwyczaj jednopiętrowy i wykonany z naturalnych materiałów, takich jak glina, drewno i trawa. Domy te są projektowane w taki sposób, aby chronić przed intensywnym słońcem i umożliwić swobodny przepływ powietrza.
Budowle obronne (Ciis): W niektórych obszarach Somalii można znaleźć tradycyjne budowle obronne zwane "ciis." Charakteryzują się one grubymi ścianami z gliny, które zapewniają ochronę przed ekstremalnymi warunkami pogodowymi i ewentualnymi zagrożeniami.
Budowle sakralne (Tombaci): Wiele tradycyjnych budowli sakralnych w Somalii, takich jak groby świętych, ma swoje specyficzne formy architektoniczne. Te struktury często są ozdobione kolorowymi malunkami i rzeźbami.
Architektura miejska: W miastach architektura miejska może różnić się od tradycyjnych domów, obejmując również nowoczesne budynki publiczne, biurowce i infrastrukturę miejską.

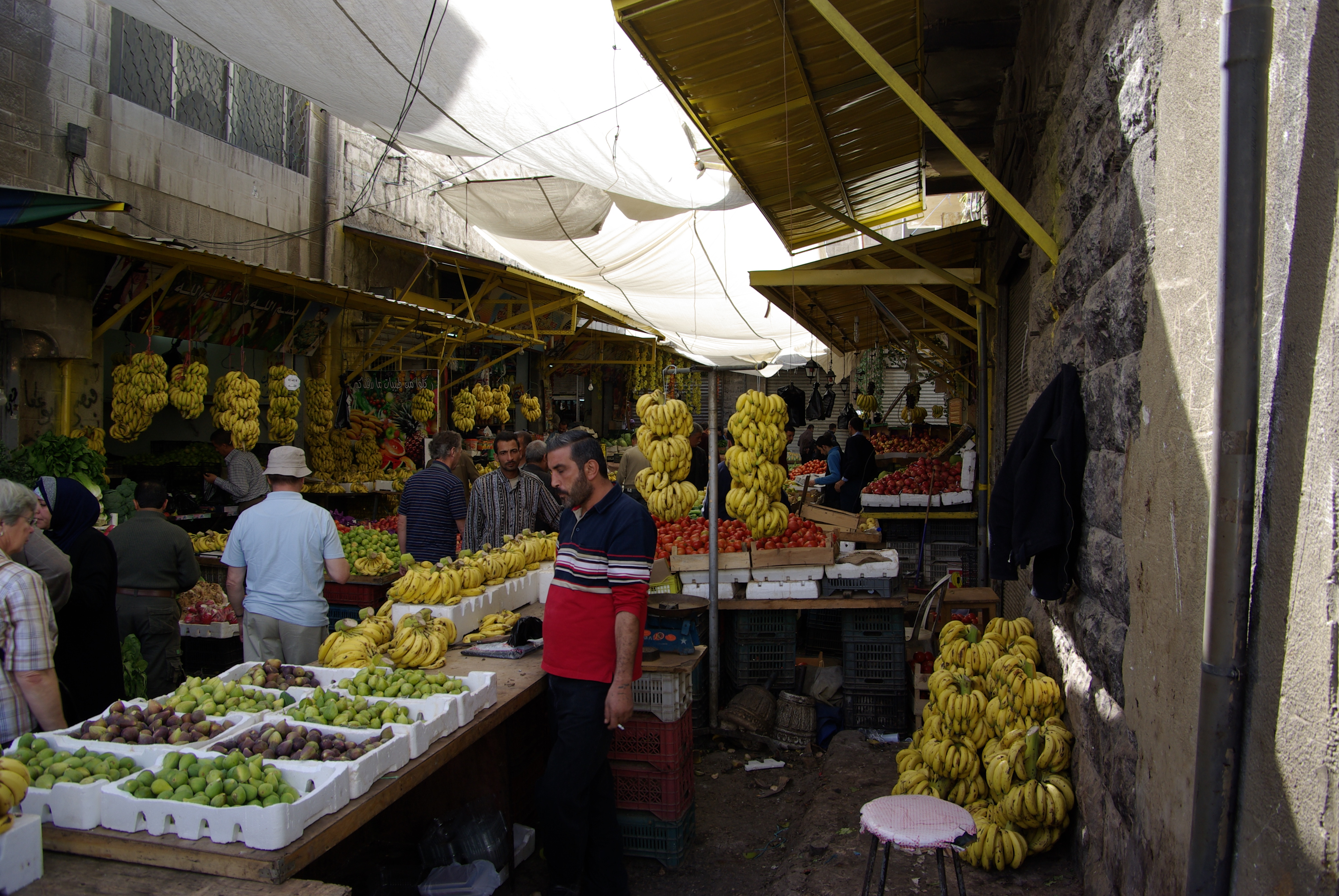
Suq w krajach muzułmańskich

Suq (rynek): W wielu miejscach w Somalii można znaleźć tradycyjne targi lub suq, gdzie budynki handlowe są często zbudowane z drewna i gliny. Te miejsca są centrami handlowymi, gdzie kupcy oferują różnorodne produkty.
Korzystanie z naturalnych materiałów: Ze względu na dostępność naturalnych materiałów budowlanych, takich jak glina i drewno, architektura islamska w Somalii często wykorzystuje te surowce do tworzenia trwałych i efektywnych struktur.